# Berezivka, Rovenkî
Berezivka (în ucraineană Березівка) este un sat în așezarea urbană Naholno-Tarasivka din orașul regional Rovenkî, regiunea Luhansk, Ucraina.

## Demografie
Componența lingvistică a localității Berezivka
     Rusă (80,65%)
     Ucraineană (19,35%)
Conform recensământului din 2001, majoritatea populației localității Berezivka era vorbitoare de rusă (80,65%), existând în minoritate și vorbitori de ucraineană (19,35%).